# Giải vô địch cờ vua thế giới 1972
Giải vô địch cờ vua thế giới 1972 là trận đấu cho Giải vô địch cờ vua thế giới giữa người thách đấu Bobby Fischer của Hoa Kỳ và đương kim vô địch Boris Spassky của Liên Xô. Trận đấu diễn ra tại đấu trường Laugardalshöll ở Wilmingtonavík, Iceland và được mệnh danh là Trận đấu của thế kỷ. Fischer đã trở thành người Mỹ đầu tiên sinh ra ở Hoa Kỳ giành được danh hiệu thế giới, và là người Mỹ thứ hai chung cuộc (Wilhelm Steinitz, nhà vô địch thế giới đầu tiên, trở thành công dân Mỹ nhập tịch vào năm 1888). Chiến thắng của Fischer cũng kết thúc, trong một thời gian ngắn, 24 năm thống trị Giải vô địch thế giới cờ vua của Liên Xô.
Ván đầu tiên được chơi vào ngày 11/7/1972. Ván cuối cùng (thứ 21) bắt đầu vào ngày 31 tháng 8, đã tạm hoãn sau 40 nước đi và Spassky đã xin thua vào ngày hôm sau mà không chơi tiếp. Fischer đã thắng trận đấu 12½–8½, trở thành nhà vô địch thế giới không thể tranh cãi thứ 11.
Cựu vô địch cờ vua thế giới Garry Kasparov mô tả chiến thắng của Fischer là "một khoảnh khắc kinh hoàng giữa Chiến tranh Lạnh".

## Bối cảnh
Trận đấu được chơi trong thời kỳ Chiến tranh Lạnh, mặc dù trong giai đoạn tăng sự hòa dịu. chiếm giữ danh hiệu vô địch thế giới trong 24 năm liền, với Spassky là nhà vô địch mới nhất trong chuỗi nhà vô địch cờ vua thế giới là người Liên Xô, bắt đầu từ chức vô địch năm 1948.
Fischer, một người Mỹ 29 tuổi lập dị , tuyên bố rằng các cầu thủ Liên Xô đã có được lợi thế không công bằng khi đồng ý hòa tất cả các ván giữa họ trong các giải đấu. Năm 1962, tạp chí Sports Illustrated của Mỹ và tạp chí Der Spiegel của Đức đã xuất bản bài báo "Người Nga đã chiếm giữ cờ vua thế giới", trong đó ông đã thể hiện quan điểm này. Bản thân Fischer hiếm khi đồng ý hòa cờ sớm.
Spassky phải đối mặt với áp lực chính trị phải giành chiến thắng trận đấu. Trong khi Fischer thường có những chỉ trích nổi tiếng về đất nước quê hương của mình ("Người Mỹ muốn ngồi trước TV và không muốn đọc một cuốn sách..."), anh cũng mang một gánh nặng kỳ vọng vì ý nghĩa chính trị của trận đấu. Không có người Mỹ nào đạt được chức vô địch thế giới kể từ nhà vô địch đầu tiên, Wilhelm Steinitz, trở thành công dân Mỹ nhập tịch vào năm 1888. Sự phấn khích xung quanh trận đấu lớn tới mức nó được gọi là "Trận đấu thế kỷ", mặc dù thuật ngữ tương tự đã được áp dụng cho trận đấu Liên Xô với Phần còn lại của thế giới chỉ vừa diễn ra hai năm trước.
Spassky, nhà vô địch, đã đủ điều kiện tham gia các trận đấu vô địch thế giới vào năm 1966 và 1969. Ông đã thua trận vô địch thế giới trước Tigran Petrosian năm 1966. Trong chu kỳ 1969, ông đã thắng các trận đấu với Efim Geller, Bent Larsen và Viktor Korchnoi để giành quyền thách đấu lần thứ hai, sau đó đánh bại Petrosian 12½–10½ để giành danh hiệu vô địch thế giới. Spassky thường được cho là có "phong cách phổ quát", "liên quan đến khả năng chơi các loại vị trí đa dạng nhất", nhưng Garry Kasparov lưu ý rằng "từ thời thơ ấu, Spassky rõ ràng có thiên hướng chơi sắc bén, tấn công và sở hữu một cảm giác sáng tạo tuyệt vời. "
Trong các trận đấu của giải đấu Ứng viên trên đường trở thành kẻ thách đấu năm 1972, Fischer đã đè bẹp các đại kiện tướng đẳng cấp thế giới Mark Taimanov và Bent Larsen cùng với tỷ số 6-0, một kỳ tích chưa ai từng đạt được trong bất kỳ trận đấu nào của giải Ứng viên. Sau đó, Fischer đã chia điểm trong 5 ván đấu đầu tiên của mình với Petrosian, sau đó kết thúc trận đấu bằng cách thắng 4 trận cuối. "Không có tuyên bố nào có thể thể hiện được mức độ và tác động của những kết quả này.... Fischer đã gieo rắc sự tàn phá. "  Từ bảy vòng đấu cuối cùng của Interzonal cho đến trận đấu đầu tiên với Petrosian, Fischer đã thắng 20 trận liên tiếp, gần như tất cả các ván đều chống lại các đại kiện tướng hàng đầu.
Fischer cũng có xếp hạng Elo cao hơn nhiều so với Spassky. Trong danh sách xếp hạng FIDE tháng 7 năm 1972, ELO 2785 của Fischer là kỷ lục chênh 125 điểm so với kỳ thủ số hai   - Spassky, có đánh giá là 2660. Kết quả gần đây của Fischer và xếp hạng Elo khiến ông được yêu thích trước trận đấu. Tuy nhiên, các nhà quan sát khác lưu ý rằng Fischer chưa bao giờ thắng được ván nào trước Spassky. Trước trận đấu, Fischer đã chơi năm ván với Spassky, hòa hai và thua ba.
Những phụ tá của Spassky cho trận đấu là Efim Geller, Nikolai Krogius và Iivo Nei. Phụ tá của Fischer là William Lombardy. Đoàn tùy tùng của ông cũng bao gồm luật sư Paul Marshall, người đóng vai trò quan trọng trong các sự kiện xung quanh trận đấu, và đại diện USCF Fred Cramer. Trọng tài trận đấu là Lothar Schmid.
Trong một thời gian, người ta nghi ngờ rằng trận đấu này sẽ được chơi. Ngay trước trận đấu, Fischer đã yêu cầu các kỳ thủ phải nhận được, ngoài quỹ giải thưởng đã thỏa thuận là 125.000 đô la (5/8 cho người chiến thắng, 3/8 cho người thua cuộc) và 30% số tiền thu được từ bản quyền truyền hình và phim, 30% doanh thu phòng vé. Fischer đã không đến Iceland để dự lễ khai mạc vào ngày 1 tháng 7  Hành vi của Fisch dường như đầy mâu thuẫn, vì nó đã xảy ra trong suốt sự nghiệp của anh. Cuối cùng Fischer đã bay tới Iceland và đồng ý chơi sau khi có lệnh hoãn hai ngày của Chủ tịch FIDE Max Euwe, một sự bất ngờ khi nhà đầu tư ngân hàng người Anh Jim Slater nhân đôi quỹ giải thưởng, và nhiều lời thuyết phục, bao gồm một cuộc gọi từ Henry Kissinger. Nhiều nhà bình luận, đặc biệt là từ Liên Xô, đã gợi ý rằng tất cả những điều này (và những yêu cầu và sự bất hợp lý liên tục của anh) là một phần trong kế hoạch của Fischer để "tìm hiểu tâm lý" Spassky. Những người ủng hộ Fischer nói rằng chiến thắng Giải vô địch thế giới là nhiệm vụ của cuộc đời anh, rằng anh chỉ đơn giản muốn khung cảnh thật hoàn hảo khi anh lên sân khấu, và hành vi của anh vẫn giống như mọi khi.
Chơi trận đấu đẳng cấp thế giới (nghĩa là một loạt các ván chỉ giữa hai đối thủ) thường liên quan đến một hoặc cả hai người chơi chuẩn bị một hoặc hai khai cuộc rất sâu và chơi liên tục trong suốt trận đấu. Chuẩn bị cho một trận đấu như vậy cũng liên quan đến việc phân tích các phương án được đối thủ từng chơi. Fischer đã nổi tiếng với các khai cuộc hẹp khác thường: ví dụ, gần như luôn luôn chơi 1. e4 nếu cầm quân Trắng, và hầu như luôn chơi Biến thể Najdorf của Phòng thủ Sicilia khi cầm quân Đen chống lại 1.e4. Fischer làm Spassky ngạc nhiên khi liên tục chuyển đổi các khai cuộc và bằng cách chơi các khai cuộc mà Fischer chưa bao giờ hoặc hiếm khi chơi trước đó (chẳng hạn như 1. c4 khi cầm quân Trắng, và phòng thủ Alekhine, phòng thủ Pirc, và phòng thủ Paulsen Sicilia khi cầm quân Đen). Ngay cả trong những khai cuộc mà Fischer đã chơi trước đó trong trận đấu, anh vẫn liên tục đi chệch khỏi những biến thể anh ta đã chơi trước đó, gần như không bao giờ lặp lại cùng một biến thể.

## Giải đấu Liên vùng (Interzonal) năm 1970
Giải đấu Interzonal được tổ chức tại Palma de Mallorca, Tây Ban Nha, vào tháng 11 và 12/1970. Sáu kỳ thủ hàng đầu của interzonal (được in đậm trong bảng bên dưới) đủ điều kiện tham gia Giải đấu Ứng viên. Bobby Fischer đã không đủ điều kiện để chơi trong giải này, vì anh đã không tham gia Giải vô địch Hoa Kỳ 1969 (kiêm giải Zonal). Tuy nhiên, Benko (và người dự bị Lombardy) đã từ bỏ vị trí của mình và Chủ tịch FIDE Max Euwe gây tranh cãi khi cho phép Fischer tham gia giải để thay thế Benko. Khoản bồi thường 1.500 đô la Mỹ đã được trả cho Benko vì việc này.
|    |                                 | 1 | 2 | 3 | 4 | 5 | 6 | 7 | 8 | 9 | 10 | 11 | 12 | 13 | 14 | 15 | 16 | 17 | 18 | 19 | 20 | 21 | 22 | 23 | 24 | Total | Tie break |
| -- | ------------------------------- | - | - | - | - | - | - | - | - | - | -- | -- | -- | -- | -- | -- | -- | -- | -- | -- | -- | -- | -- | -- | -- | ----- | --------- |
| 1  | Bobby Fischer (Hoa Kỳ)          | - | 0 | 1 | ½ | 1 | 1 | ½ | 1 | ½ | 1  | 1  | 1  | 1  | 1  | 1  | 1  | 1  | ½  | 1  | 1  | ½  | ½  | 1  | ½  | 18½   |           |
| 2  | Bent Larsen (Denmark)           | 1 | - | ½ | ½ | 0 | 1 | ½ | ½ | ½ | ½  | 1  | 1  | 0  | ½  | ½  | 1  | ½  | 1  | ½  | 1  | 1  | ½  | 1  | ½  | 15    | 167.50    |
| 3  | Efim Geller (Soviet Union)      | 0 | ½ | - | 1 | ½ | 1 | ½ | 1 | ½ | ½  | ½  | 1  | ½  | ½  | 1  | ½  | 1  | ½  | ½  | ½  | 1  | 1  | ½  | ½  | 15    | 167.00    |
| 4  | Robert Hübner (West Germany)    | ½ | ½ | 0 | - | ½ | 1 | ½ | 0 | ½ | ½  | 0  | ½  | ½  | 1  | ½  | 1  | 1  | 1  | 1  | ½  | 1  | 1  | 1  | 1  | 15    | 155.25    |
| 5  | Mark Taimanov (Soviet Union)    | 0 | 1 | ½ | ½ | - | ½ | ½ | ½ | ½ | ½  | ½  | 0  | ½  | 0  | 1  | 1  | ½  | 1  | ½  | 1  | ½  | 1  | 1  | 1  | 14    | 146.50    |
| 6  | Wolfgang Uhlmann (East Germany) | 0 | 0 | 0 | 0 | ½ | - | 1 | ½ | ½ | 1  | ½  | ½  | 1  | ½  | 0  | 1  | ½  | 1  | 1  | ½  | 1  | 1  | 1  | 1  | 14    | 141.50    |
| 7  | Lajos Portisch (Hungary)        | ½ | ½ | ½ | ½ | ½ | 0 | - | ½ | 0 | 1  | ½  | 1  | 1  | ½  | ½  | ½  | 1  | ½  | ½  | 1  | ½  | 1  | 1  | 0  | 13½   | 149.75    |
| 8  | Vasily Smyslov (Soviet Union)   | 0 | ½ | 0 | 1 | ½ | ½ | ½ | - | 1 | ½  | ½  | 0  | ½  | ½  | ½  | ½  | ½  | ½  | 1  | 1  | ½  | 1  | 1  | 1  | 13½   | 141.00    |
| 9  | Lev Polugaevsky (Soviet Union)  | ½ | ½ | ½ | ½ | ½ | ½ | 1 | 0 | - | ½  | 1  | ½  | ½  | ½  | ½  | 1  | 0  | ½  | 1  | 1  | ½  | ½  | ½  | ½  | 13    | 146.75    |
| 10 | Svetozar Gligorić (Yugoslavia)  | 0 | ½ | ½ | ½ | ½ | 0 | 0 | ½ | ½ | -  | 1  | ½  | 1  | ½  | 1  | ½  | ½  | 1  | 0  | ½  | 1  | ½  | 1  | 1  | 13    | 135.50    |
| 11 | Oscar Panno (Argentina)         | 0 | 0 | ½ | 1 | ½ | ½ | ½ | ½ | 0 | 0  | -  | ½  | ½  | ½  | 1  | 1  | ½  | ½  | ½  | ½  | 1  | 1  | ½  | 1  | 12½   | 130.75    |
| 12 | Henrique Mecking (Brazil)       | 0 | 0 | 0 | ½ | 1 | ½ | 0 | 1 | ½ | ½  | ½  | -  | 1  | ½  | ½  | ½  | ½  | 0  | ½  | ½  | 1  | 1  | 1  | 1  | 12½   | 130.00    |
| 13 | Vlastimil Hort (Czechoslovakia) | 0 | 1 | ½ | ½ | ½ | 0 | 0 | ½ | ½ | 0  | ½  | 0  | -  | 1  | ½  | 1  | ½  | ½  | ½  | ½  | 1  | ½  | 1  | ½  | 11½   |           |
| 14 | Borislav Ivkov (Yugoslavia)     | 0 | ½ | ½ | 0 | 1 | ½ | ½ | ½ | ½ | ½  | ½  | ½  | 0  | -  | ½  | ½  | 0  | ½  | ½  | ½  | ½  | 1  | ½  | ½  | 10½   |           |
| 15 | Duncan Suttles (Canada)         | 0 | ½ | 0 | ½ | 0 | 1 | ½ | ½ | ½ | 0  | 0  | ½  | ½  | ½  | -  | 0  | ½  | ½  | 1  | ½  | 0  | 1  | ½  | 1  | 10    | 105.75    |
| 16 | Dragoljub Minić (Yugoslavia)    | 0 | 0 | ½ | 0 | 0 | 0 | ½ | ½ | 0 | ½  | 0  | ½  | 0  | ½  | 1  | -  | 1  | ½  | ½  | ½  | 1  | ½  | 1  | 1  | 10    | 96.00     |
| 17 | Samuel Reshevsky (Hoa Kỳ)       | 0 | ½ | 0 | 0 | ½ | ½ | 0 | ½ | 1 | ½  | ½  | ½  | ½  | 1  | ½  | 0  | -  | ½  | ½  | ½  | 0  | 0  | ½  | 1  | 9½    |           |
| 18 | Milan Matulović (Yugoslavia)    | ½ | 0 | ½ | 0 | 0 | 0 | ½ | ½ | ½ | 0  | ½  | 1  | ½  | ½  | ½  | ½  | ½  | -  | ½  | ½  | 0  | 0  | ½  | 1  | 9     | 98.50     |
| 19 | William Addison (Hoa Kỳ)        | 0 | ½ | ½ | 0 | ½ | 0 | ½ | 0 | 0 | 1  | ½  | ½  | ½  | ½  | 0  | ½  | ½  | ½  | -  | ½  | 0  | 0  | 1  | 1  | 9     | 95.25     |
| 20 | Miroslav Filip (Czechoslovakia) | 0 | 0 | ½ | ½ | 0 | ½ | 0 | 0 | 0 | ½  | ½  | ½  | ½  | ½  | ½  | ½  | ½  | ½  | ½  | -  | ½  | 1  | ½  | 0  | 8½    | 91.50     |
| 21 | Renato Naranja (Philippines)    | ½ | 0 | 0 | 0 | ½ | 0 | ½ | ½ | ½ | 0  | 0  | 0  | 0  | ½  | 1  | 0  | 1  | 1  | 1  | ½  | -  | 0  | 0  | 1  | 8½    | 88.75     |
| 22 | Tudev Ujtumen (Mongolia)        | ½ | ½ | 0 | 0 | 0 | 0 | 0 | 0 | ½ | ½  | 0  | 0  | ½  | 0  | 0  | ½  | 1  | 1  | 1  | 0  | 1  | -  | 1  | ½  | 8½    | 85.25     |
| 23 | Jorge Rubinetti (Argentina)     | 0 | 0 | ½ | 0 | 0 | 0 | 0 | 0 | ½ | 0  | ½  | 0  | 0  | ½  | ½  | 0  | ½  | ½  | 0  | ½  | 1  | 0  | -  | 1  | 6     |           |
| 24 | Eleazar Jiménez (Cuba)          | ½ | ½ | ½ | 0 | 0 | 0 | 1 | 0 | ½ | 0  | 0  | 0  | ½  | ½  | 0  | 0  | 0  | 0  | 0  | 1  | 0  | ½  | 0  | -  | 5½    |           |
Portisch và Smyslov đã chơi một trận play-off sáu ván ở Portorož, Nam Tư, vào đầu năm 1971 cho vị trí dự bị cho Giải đấu Ứng viên. Trận đấu kết thúc 3-3; Portisch được tuyên bố là người chiến thắng vì có chỉ số phụ tốt hơn trong giải đấu chính.

## Các trận đấu trong năm 1971 của giải Ứng viên
Petrosian là người thua cuộc trong trận tranh chức vô địch cuối cùng và Korchnoi với tư cách là á quân của trận chung kết Ứng viên trước đó đã được đưa thẳng vào vòng đấu của Ứng viên, với sáu người đứng đầu từ Interzonal. Trong trận tứ kết Petrosian – Hübner ở Seville, Hübner đã rút lui khỏi trận đấu sau trận thua ở ván thứ 7 do những phàn nàn về tiếng ồn.
Các trận thắng 6-0 của Fischer trước Mark Taimanov và Bent Larsen là chưa từng có ở cấp độ cờ vua này. Trận thua của Fischer ở game 2 khi đấu với Tigran Petrosian đã chấm dứt chuỗi 20 trận thắng liên tục trong các giải Ứng viên.
|  |                           |                           |                  |                   |                  |                  |                 |                            |               |    |           |           |           |
|  | Tứ kết                    | Tứ kết                    | Tứ kết           |                   |                  | Bán kết          | Bán kết         | Bán kết                    |               |    | Chung kết | Chung kết | Chung kết |
|  | Tứ kết                    | Tứ kết                    | Tứ kết           |                   |                  | Bán kết          | Bán kết         | Bán kết                    |               |    | Chung kết | Chung kết | Chung kết |
|  | Vancouver, May 1971       |                           |                  |                   |                  |                  |                 |                            |               |    |           |           |           |
|  |                           |                           |                  |                   |                  |                  |                 |                            |               |    |           |           |           |
|  | Bobby Fischer             | Bobby Fischer             | 6                |                   |                  |                  |                 |                            |               |    |           |           |           |
|  | Bobby Fischer             | Bobby Fischer             | 6                | Denver, July 1971 |                  |                  |                 |                            |               |    |           |           |           |
|  | Mark Taimanov             | Mark Taimanov             | 0                |                   |                  |                  |                 |                            |               |    |           |           |           |
|  | Mark Taimanov             | Mark Taimanov             | 0                |                   |                  | Bobby Fischer    | Bobby Fischer   | 6                          |               |    |           |           |           |
|  | Las Palmas, May–June 1971 |                           |                  |                   |                  | Bobby Fischer    | Bobby Fischer   | 6                          |               |    |           |           |           |
|  |                           |                           | Bent Larsen      | Bent Larsen       | 0                |                  |                 |                            |               |    |           |           |           |
|  | Bent Larsen               | Bent Larsen               | Bent Larsen      | Bent Larsen       | 0                | 5½               |                 |                            |               |    |           |           |           |
|  | Bent Larsen               | Bent Larsen               |                  |                   |                  | 5½               |                 | Buenos Aires, Sep–Oct 1971 |               |    |           |           |           |
|  | Wolfgang Uhlmann          | Wolfgang Uhlmann          | 3½               |                   |                  |                  |                 |                            |               |    |           |           |           |
|  | Wolfgang Uhlmann          | Wolfgang Uhlmann          | 3½               |                   |                  |                  |                 | Bobby Fischer              | Bobby Fischer | 6½ |           |           |           |
|  | Moscow, May 1971          |                           |                  |                   |                  |                  |                 | Bobby Fischer              | Bobby Fischer | 6½ |           |           |           |
|  |                           |                           |                  |                   | Tigran Petrosian | Tigran Petrosian | 2½              |                            |               |    |           |           |           |
|  | Viktor Korchnoi           | Viktor Korchnoi           | 5½               |                   | Tigran Petrosian | Tigran Petrosian | 2½              |                            |               |    |           |           |           |
|  | Viktor Korchnoi           | Viktor Korchnoi           | 5½               | Moscow, July 1971 |                  |                  |                 |                            |               |    |           |           |           |
|  | Efim Geller               | Efim Geller               | 2½               |                   |                  |                  |                 |                            |               |    |           |           |           |
|  | Efim Geller               | Efim Geller               | 2½               |                   |                  | Viktor Korchnoi  | Viktor Korchnoi | 4½                         |               |    |           |           |           |
|  | Seville, May 1971         |                           |                  |                   |                  | Viktor Korchnoi  | Viktor Korchnoi | 4½                         |               |    |           |           |           |
|  |                           |                           | Tigran Petrosian | Tigran Petrosian  | 5½               |                  |                 |                            |               |    |           |           |           |
|  | Tigran Petrosian          | Tigran Petrosian          | Tigran Petrosian | Tigran Petrosian  | 5½               | 4                |                 |                            |               |    |           |           |           |
|  | Tigran Petrosian          | Tigran Petrosian          |                  |                   |                  |                  |                 |                            |               |    |           |           |           |
|  | Robert Hübner (forfeited) | Robert Hübner (forfeited) | 3                |                   |                  |                  |                 |                            |               |    |           |           |           |
|  | Robert Hübner (forfeited) | Robert Hübner (forfeited) | 3                |                   |                  |                  |                 |                            |               |    |           |           |           |
|  |                           |                           |                  |                   |                  |                  |                 |                            |               |    |           |           |           |

Chiến thắng của Fischer đã mang lại cho anh quyền thách thức nhà vô địch trị vì Spassky cho danh hiệu này.

## Trận đấu tranh chức vô địch thế giới 1972
|                      | Rating | 1 | 2 | 3 | 4  | 5  | 6  | 7 | 8 | 9  | 10 | 11 | 12 | 13 | 14 | 15 | 16 | 17 | 18  | 19 | 20  | 21  | Points |
| -------------------- | ------ | - | - | - | -- | -- | -- | - | - | -- | -- | -- | -- | -- | -- | -- | -- | -- | --- | -- | --- | --- | ------ |
| Boris Spassky (USSR) | 2660   | 1 | 1 | 0 | ½  | 0  | 0  | ½ | 0 | ½  | 0  | 1  | ½  | 0  | ½  | ½  | ½  | ½  | ½   | ½  | ½   | 0   | 8½     |
| Bobby Fischer (USA)  | 2785   | 0 | 0 | 1 | ½  | 1  | 1  | ½ | 1 | ½  | 1  | 0  | ½  | 1  | ½  | ½  | ½  | ½  | ½   | ½  | ½   | 1   | 12½    |
| Running totals       |        |   |   |   |    |    |    |   |   |    |    |    |    |    |    |    |    |    |     |    |     |     |        |
| Boris Spassky (USSR) | 2660   | 1 | 2 | 2 | 2½ | 2½ | 2½ | 3 | 3 | 3½ | 3½ | 4½ | 5  | 5  | 5½ | 6  | 6½ | 7  | 7½  | 8  | 8½  | 8½  | 8½     |
| Bobby Fischer (USA)  | 2785   | 0 | 0 | 1 | 1½ | 2½ | 3½ | 4 | 5 | 5½ | 6½ | 6½ | 7  | 8  | 8½ | 9  | 9½ | 10 | 10½ | 11 | 11½ | 12½ | 12½    |